# Terra Indígena Barra
A Terra Indígena Barra ou Reserva Indígena Barra é uma terra indígena localizada no nordeste do estado da Bahia. Ocupa uma área de 62,53 ha no município de Muquém do São Francisco.
Em 2010 as terras era habitada por 183 indígenas das etnias Atikum e Kiriri. As terras ainda não foram homologadas